# Eibberg
Der Eibberg ist ein 1026 m ü. NHN hoher, wenig ausgeprägter Gipfel in der Kampenwandgruppe.
Er befindet sich zwischen Heindorfer Berg und Erlbergkopf, der Gedererwand nordwestlich vorgelagert.
Der bewaldete höchste Punkt ist von einem nahen Forstweg aus weglos erreichbar.